# BB 66000
,,,
Les BB 66000 (040 DG jusqu’au 31 décembre 1961) constituent une importante série de locomotives diesel de ligne de la SNCF.
Plusieurs autres séries ont été développées sur la même base : BB 66400, BB 66600, BB 66700, BB 69200 et BB 69400, ainsi que deux séries de deux prototypes, les BB 66691-66692, et BB 66901-66902.

## Description
La construction de la série des BB 66000 débute en 1958, scindée en trois tranches pour un total de 318 locomotives. De transmission diesel-électrique, elles sont adaptées pour le trafic mixte de voyageurs ou de marchandises, et sont couplables en unités multiples (UM). Elles sont dotées d’une transmission électrique et peuvent commander à distance un fourgon chaudière (Cai) pour le chauffage vapeur des trains de voyageurs. La conception de ces machines est simple avec une seule cabine de conduite encadrée par un capot allongé à l’avant sur le groupe moteur-générateur et un capot court sur l’arrière. La forme caractéristique du toit de la cabine est due à l’installation de silencieux d'échappement au plafond. À l’origine, les premières machines de série étaient limitées à la vitesse maximale de 105 km/h, puis elles ont été modifiées pour des marches à 120 km/h, les séries suivantes étant d’emblée autorisées à 120 km/h. Les deux premières séries arborèrent à l’origine une livrée bleu roi et jaune jonquille.
La première série, numérotée 040 DG 1 à 40, est livrée à partir de février 1960. Les engins sont renumérotés le 1er janvier 1962 en BB 66001 à BB 66040. La deuxième série, numérotée 040 DG 41 à 84, est livrée à partir d'avril 1961 et les engins sont devenus le 1er janvier 1962 les BB 66041 à BB 66084, puis BB 66085 à BB 66188. La troisième série, d'emblée numérotée BB 66189 à BB 66318 est livrée à partir de mars 1965.

### Modernisation
Afin de faire face au vieillissement de son parc de locomotives diesel utilisées pour tirer des trains de marchandises, la SNCF modernise ses robustes locomotives BB 66000 de 2005 à fin 2009 au lieu d’en commander de nouvelles. Cette modernisation ne concerne que 91 machines du troisième lot (BB 66189 à BB 66318), et comprend l’installation d’un nouveau moteur diesel MTU de 1040 kW, plus économe en carburant et moins polluant.
Les locomotives de fret modernisées ont reçu la même livrée vert-blanc et gris que les BB 66400/69400, tandis que les locomotives INFRA ont reçu une livrée bleue puis progressivement la nouvelle livrée jaune INFRA. Les véhicules modernisés sont immatriculés BB 69 (...) avec les trois derniers chiffres du numéro d’immatriculation d’origine auquel est ajouté le préfixe « 4 » ou « 6 » selon l’activité à laquelle ils sont rattachés (« 4 » pour l’activité FRET ou « 6 » pour l’activité INFRA, chargée de l’entretien des voies et des infrastructures).
La capacité du réservoir de carburant est de 3000 litres, l’autonomie est d’environ 1000 km. La masse est de 72 tonnes, la longueur est de 14,898 m, le rayon de courbe minimum est de 80 m, la vitesse maximale en service est de 120 km/h. À la fin septembre 2019, 64 des 91 machines modernisées restent en service, principalement utilisées par l’activité INFRA. La BB 69216 a été mise en service le 28 novembre 1965 sous l’immatriculation BB 66216, puis renuméroté BB 469216 le 11 juin 2005. Cette locomotive est gérée par la STF (Technique de Supervision de flotte) Infrarail de Chalindrey (SLI).

## Services effectués
Ces machines ont été surnommées les « bonnes à tout faire » tant elles sont fiables dans tous les services.
Certains exemplaires munis de lames de chasse neige sont utilisés pour le déneigement des voies.

### Lignes parcourues

#### Dessertes voyageurs

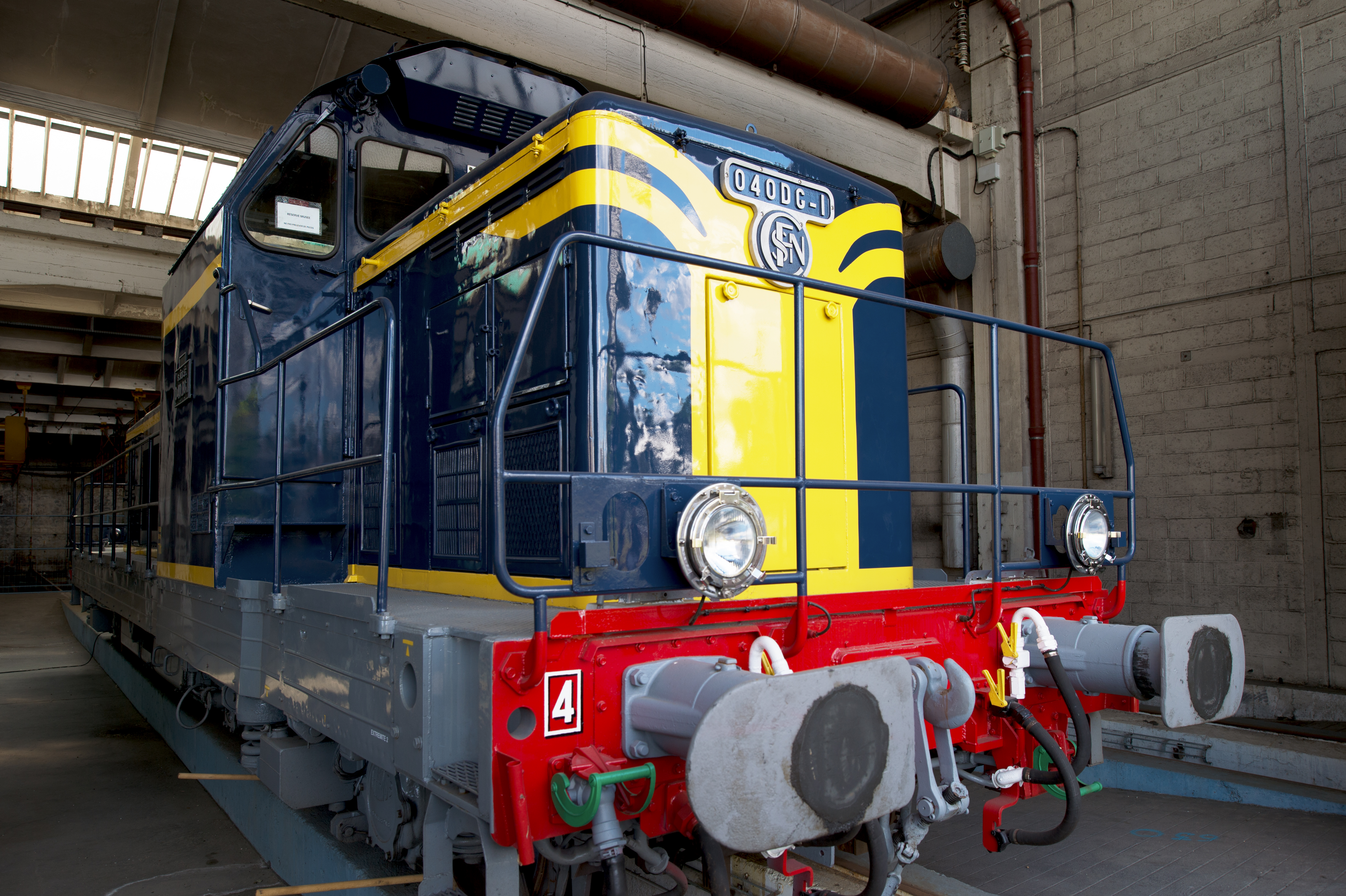
La 040 DG, en livrée d'origine.

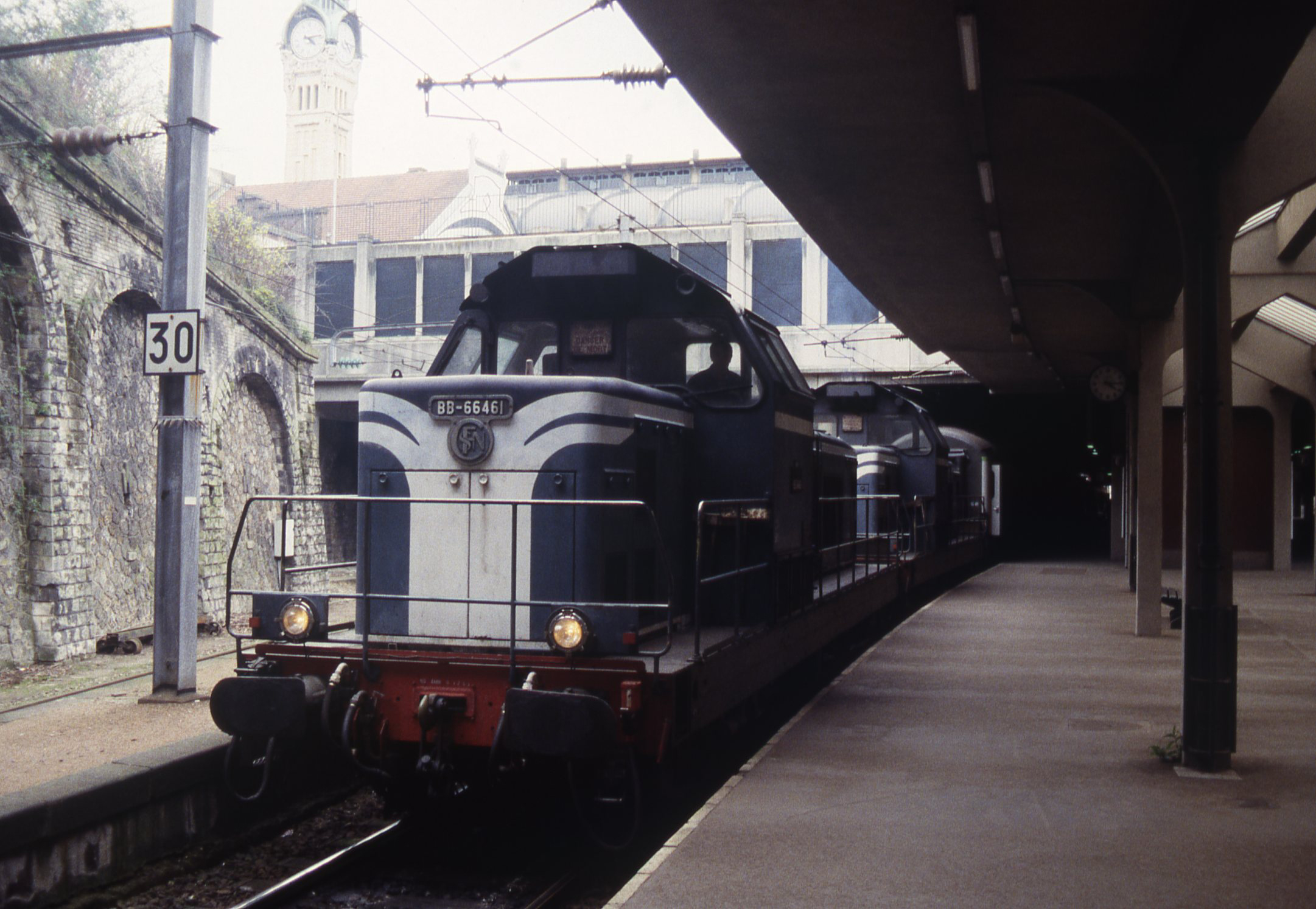
La BB 66461, en livrée à deux bandes blanches.

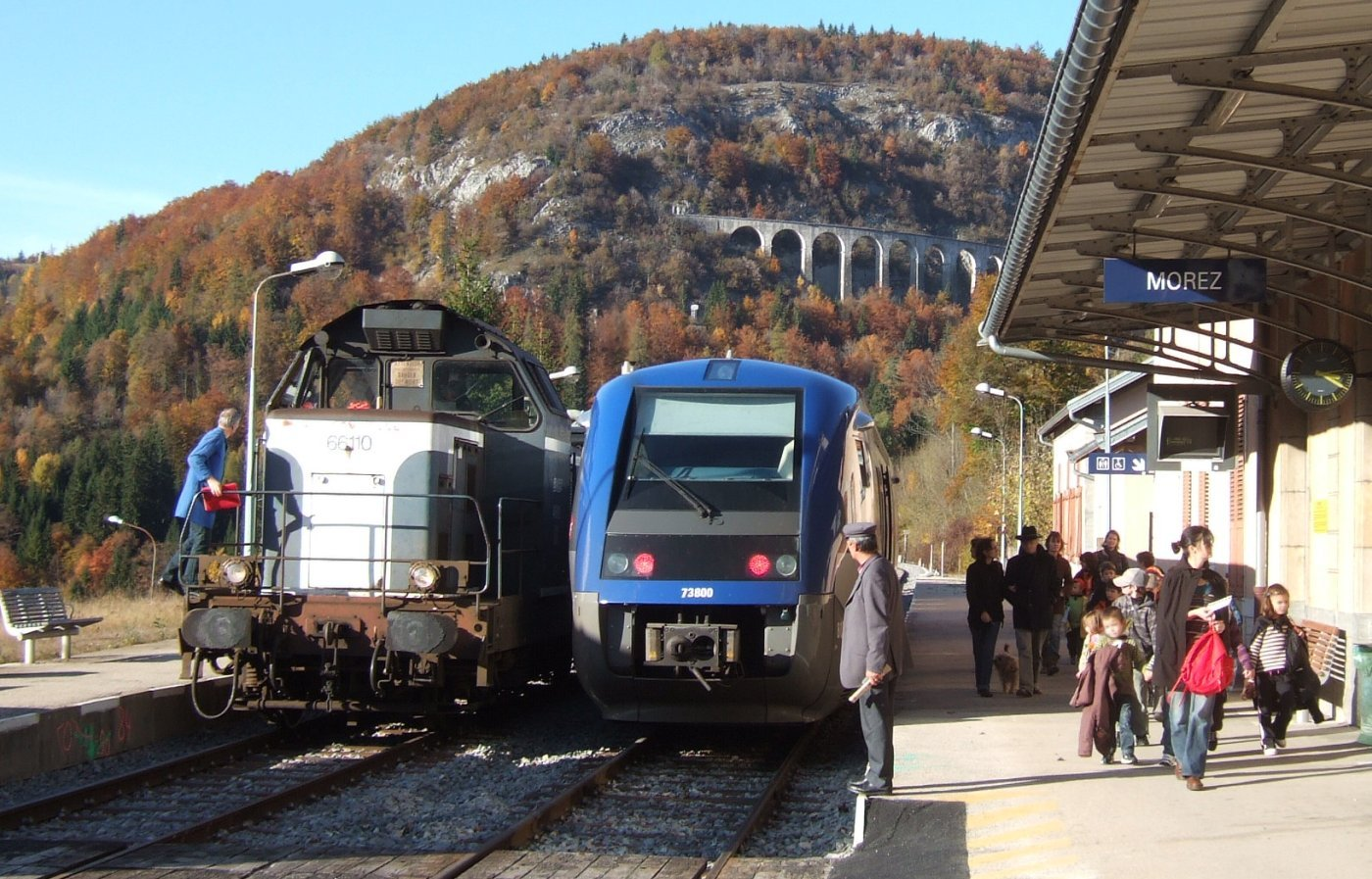
BB 66110, livrée simplifiée, à Morez à côté d’un X 73500.

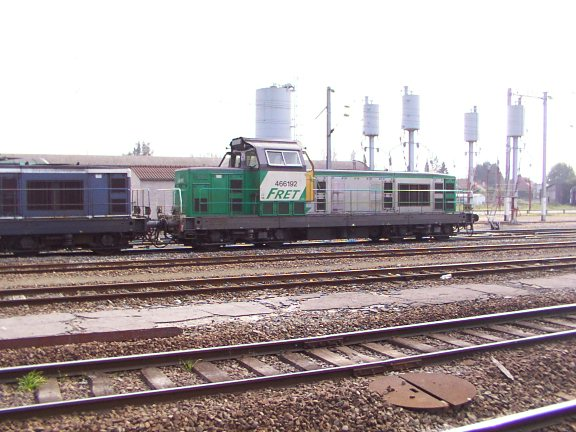
BB 66192 livrée fret à Aulnoye-Aimeries.

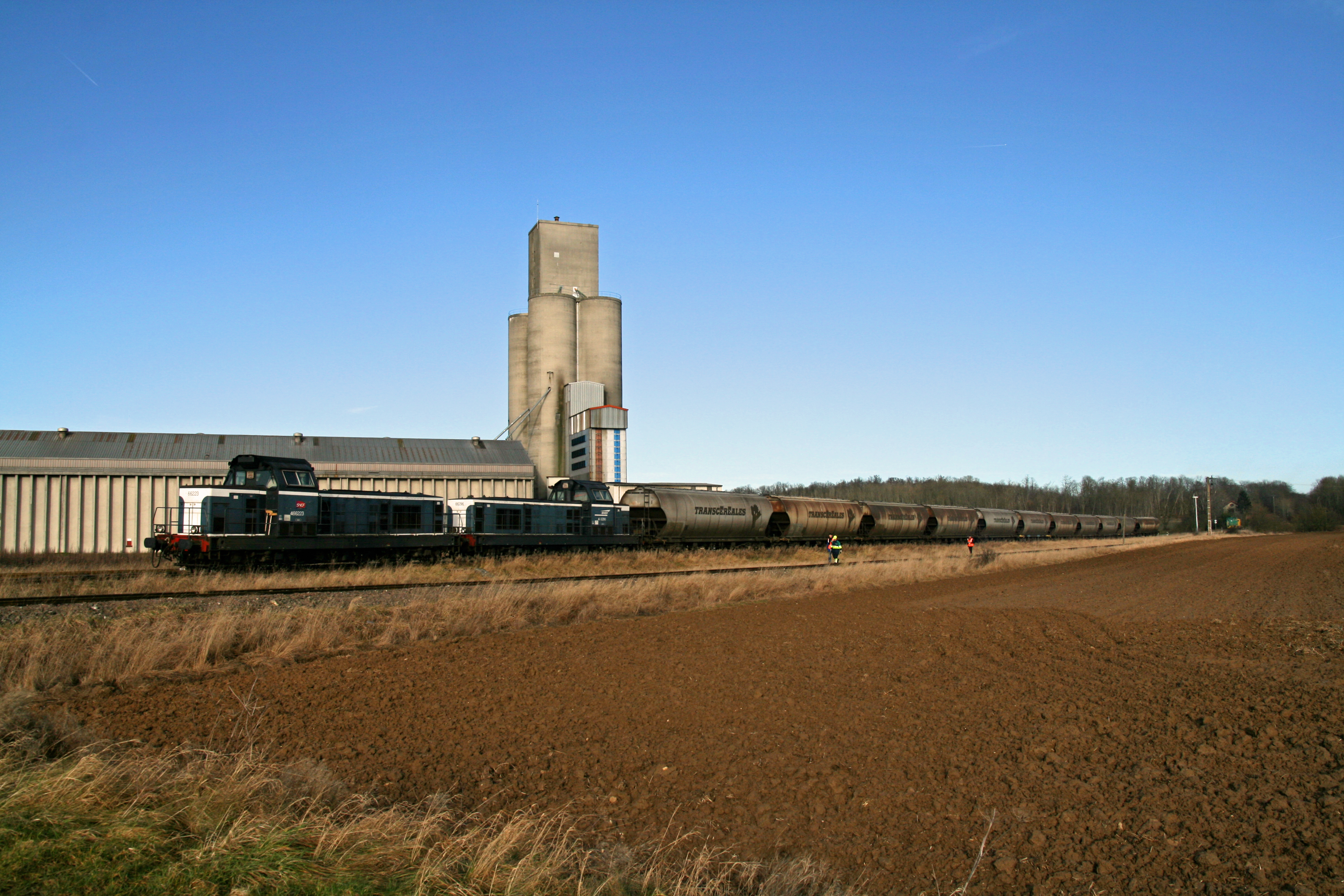
BB 66223 et 66296 à Beauchery.

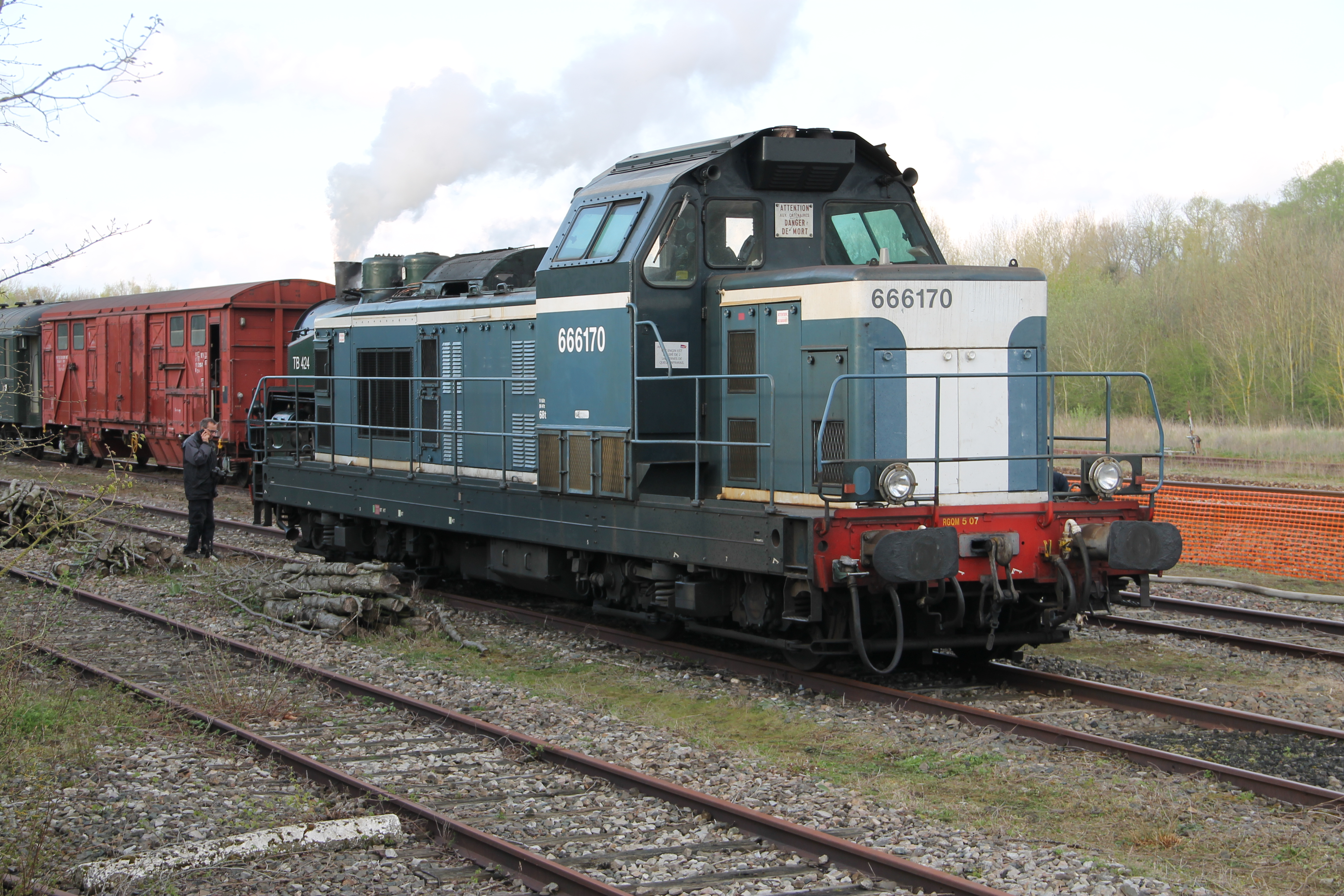
BB 66170 à la fête de la vapeur de Noyelles le 16 avril 2016.

- Paris Nord - Boulogne Maritime (Boat Trains)
- Paris-Montparnasse - Dreux
- Paris-Saint-Lazare - Rouen - Dieppe
- Paris - Autun
- Paris-Est - Verdun
- Paris-Est - La Ferté-Gaucher
- Paris-Est - Longueville - Provins
- Gargan - Aulnay-sous-Bois
- Belfort - Besançon - Bourg-en-Bresse - Lyon
- Hazebrouck - Calais-Maritime
- Saint-Ouen-Garibaldi - Gennevilliers - Ermont-Eaubonne
- Argenteuil - Ermont-Eaubonne
- Beauvais - Creil (dont traction de rames composées de remorques d’autorails)
- Bordeaux - Vichy
- Bordeaux - Périgueux
- Nantes - Angers - Le Mans[5]
- Nantes - Auray - Quiberon[6]
- Nantes Saint-Gilles-Croix-de-Vie[7]
- Nantes - Sainte-Pazanne - Pornic
- Dijon - Dôle - Morez - Saint-Claude
- Valence - Grenoble - Chambéry
- Valence - Livron - Crest - Die - Veynes - Gap - Embrun - Briançon
- Grenoble - Veynes - Gap - Briançon (par la ligne des Alpes)
- Grenoble - Lyon
- Thouars - Bressuire
- Nîmes - Le Grau-du-Roi
- Peyraud - Annonay
- Marseille - Miramas via la Côte Bleue
- Clermont-Ferrand - Langogne
- Sommières - Nîmes
- Toulouse - Montauban - Agen - Bordeaux[8](avant l'électrification)

(liste non exhaustive)

#### Dessertes marchandises
- Erquelines - Jeumont ou Quévy - Aulnoye - Valenciennes - Somain - Douai - Lens - Lille-Délivrance - Hazebrouck - Calais-ville (sans parcours intégral avec continuité)[9]

- Leffrincouke - Dunkerque-ville - Calais-ville - Boulogne-ville - Hesdigneul - Étaples - Abbeville - Amiens - Longueau (sans parcours intégral)[9]
- Hesdigneul - Desvres[9]

- Le Tréport-Mers - Eu - Abbeville - Amiens - Longueau[9]

- Bréauté - Fécamp[9]
- Le Havre ou Maritime - Bréauté - Motteville - Montérolier - Serqueux - Amiens - Longueau - Tergnier[9]/Mottevillle - Rouen-Rive-Droite - Sotteville - Saint-Pierre-du-Vauvray - Gaillon - Vernon - Mantes-la-jolie - Vernouillet - Achères[9]/Mantes-la-jolie - Gargenville[9](sans parcours intégraux)
- Tergnier - Saint-Quentin - Fresnoy-le-Grand ou Origny-Sainte-Benoite[9]
- Tergnier - Laon - Reims - Châlon-sur-Marne[9]
- Laon - Soissons - Villers-Cotterets - Crépy-en-Valois - Mitry-Claye - Le Bourget - Bobigny[9]
- Sotteville - Rouen-Rive-Droite - Dieppe - Rouxmesnil[9],[10]
- Sotteville - Elbeuf-Saint-Aubin - Glos-Monfort - Honfleur[9]/Glos-Monfort - Serquigny - Lisieux - Mézidon - Caen - Lison - Cherbourg[9] (sans parcours intégraux)
- Sotteville - Rouen-Rive-Droite - Montérolier - Serqueux - Amiens - Longueau - Tergnier[9](sans parcours intégraux)

- Brétigny - Auneau[9]
- Achères - Epluches [9],[10]
- Achères - Nanterre La Folie - Rueil[9],[10]
- Achères - Saint-Germain-Grande-Ceinture[9],[10]
- Achères - Plaisir-Grignon - Trappes[9]
- Achères - Le Bourget[10]
- Brétigny - Etampes Hlp Les Aubrais CV Saint-Pierre-des-Corps[9],[10],[11]
- Brétigny Hlp Juvisy - Paris-Austerlitz[10]
- Carpentras - Avignon - Cavaillon - Miramas - Rognac[9] - Marseille-Blancarde - Saint-Marcel - Aubagne[10]/Miramas - Martigues[9],[10]/Miramas - Complexe de Fos[9],[10]
- Nimes - Aigues-Mortes[10]
- Nimes - Alès - Salindres[10]

- Saint-Pierre-des-Corps CV Les Aubrais - Pithiviers[9],[10],[11]

- Saint-Pierre-des-Corps CV Les Aubrais - Saint-Denis-Jargeau - Argent - Aubigny-sur-Nère[9],[10],[11]
- Saint-Jory - Montauban - Agen - (Hourcade avant l'électrification)

- Saint-Jory - Toulouse - Castelnaudary[9]puis CV[10]- Carcassonne en CV - Limoux[10]/Carcassonne CV Narbonne CV Port-la-nouvelle CV Perpignan - Axat[10]
- Toulouse - Portet-Saint-Simon - Carbonne[10]
- Toulouse - Colomiers[9]
- Toulouse - Castres - La Bruguière[9],[10]
- Toulouse - Tessonières - Carmaux[9],[10]/Tessonières - Capdenac - Bagnac[9],[10]/Capdenac - Rodez[9],[10]
- Toulouse - Saint-Jory - Montauban - Agen - Auch[9]
- Nantes-Etat ou Nantes-Blotterreau - Auray - Plouharnel-Carnac[12]
- Nantes-Etat ou Nantes-Blottereau - Châteaubriant[9]
- Nantes-Etat ou Nantes-Blottereau - La Roche-sur-Yon[9] en partie avant cette source de la Ligne des Sables-d'Olonne à Tours et également en ce qui concerne l'électrification de la Ligne de Saint-Benoit à La Rochelle-Ville
- Nantes-Etat ou Nantes-Blottereau - Montoir - Port de Saint-Nazaire (avant électrification de la Ligne de Tours à Saint-Nazaire)
- Nantes-Blottereau - Angers-Saint-Laud - Le Mans (avant électrification de l'étoile d'Angers)
- Le Mans - Château-du-Loir - Saint-Pierre-des-Corps
- Nantes-Blottereau - Angers-Saint-Laud - Saumur - Saint-Pierre-des-Corps (avant électrification de la Ligne de Tours à Saint-Nazaire)
- Nîmes - Sibelin
- Portes-lès-Valence - Livron - Crest - Die - [9]Veynes - Gap - Embrun - Briançon/[9]Cavaillon - Saint-Auban - Veynes...
- Portes-lès-Valence - Grenoble - Chambéry
- Grenoble (avant électrification) - Saint-Quentin-Fallavier - Sibelin ou Vénissieux[9]
- Zone Industrielle Plaine de l'ain - Ambérieu - Lyon-Part-Dieu - Vénissieux[9]
- Lyon-Part-Dieu - Chemin de fer de l'Est de Lyon[9]
- Neuville-sur-Saône - Lyon-Part-Dieu - Vénissieux[9]
- Saint-Germain-au-Mont-d'Or - Courzieu-Brussieu[9]
- Vénissieux (Hlp) Sibelin (Hlp) Givors-ville (Hlp) Saint-Etienne - Firminy - Dunières[9]/Bas-Monistrol[10] - Le Puy[9]
- Saint-Etienne - Saint-Just-sur-Loire - Saint-Romain-le-Puy/Roanne[9] - Saint-Germain-des-Fossés - Moulins - Nevers[10]
- Grenoble - Veynes (par la ligne des Alpes)
- Gilley - Pontarlier
- Montauban - Saint-Sulpice-du-Tarn
- Cahors - Rodez[11]
- Rodez - Saint-Denis-près-Martel[11]
- [9]Limoges - Verneuil-sur-Vienne - Saint-Junien[10]Angoulême - Cognac - Saintes[9]
- Limoges - Bessines[9]
- Limoges - Saint-Sulpice-Laurière[10] - Bourganeuf[9]/Guéret[9]
- Brive - Bretenoux[9]- Viescamp - Aurillac[10]
- Agen - Le Buisson - Sarlat[9],[10] ou Périgueux[9],[10]
- Limoges - Thiviers - Périgueux - Coutras - Libourne - Bordeaux - Hourcade[9],[10]
- Coutras CV Angoulême[10]
- Hourcade - Bordeaux - Libourne - Bergerac[9],[10]
- Vichy - Saint-Yorre
- Le Mont-Dore - [10]Laqueuille - Volvic - Clermont-Ferrand

- Moulins (Hlp) Saint-Germain-des-Fossés - Vichy - Clermont-Ferrand[9],[10]

- Clermont-Ferrand - Durtol - Les Ancizes[9],[10]
- Clermont-Ferrand - Langeac[9],[10]
- Clermont-Ferrand - Neussargues[9],[10]
- La Bastide - Villefort
- Nevers - Cosne-sur-Loire - Montargis - Moret Hlp Laroche-Migennes - Auxerre - Cravant - Clamecy[10]/Moret Hlp Villeneuve - Paris-Lyon[10]
- Champagnole - Andelot - Mouchard - Dole - Auxonne (trajet Hlp) Genlis - Dijon-Gevrey - Beaune - Chagny - Montchanin - Etang - Luzy - Nevers[9],[10]
- Dole - Besançon - Baume-les-dames ou Miserey[10]
- Gray - Auxonne[9],[10]
- Saulieu - Autun - Etang[9],[10]

- Nevers - Moulins - Dompierre-Sept-Fons[9],[10]

- Vichy - Puy-Guillaume[9],[10]
- Vierzon - Saincaize - Nevers[11]
- Vierzon - Les Aubrais[11]

- Nevers - Vierzon - Saint-Pierre-des-Corps[11]

- Vierzon - Châteauroux
- Vierzon - Buzançais
- La Guerche-sur-l'Aubois - Marseille-lès-Aubigny[11]
- Vierzon - Saint-Amant-Montrond
- Lens (travaux)[9],[10]

(liste quasi-exhaustive)

## Dépôts titulaires

### Situation de 1961 à 1968
- Achères (dès novembre 1961, avec des engins neufs de la 2e série, puis dès 1966 avec un engin neuf de la 3e série)
- Amiens (dès septembre 1961, avec 2 engins neufs de la 2e série, transférés à Longueau dès octobre 1961)
- Besançon (dès mi-mars 1960, avec des engins neufs de la 1re série)
- Châlons-sur-Marne, devenu Châlons-en-Champagne (dès 1966 avec 11 engins neufs de la 3e série)
- Chambéry (dès juin 1963, avec des engins neufs de la 2e série, puis dès 1966 avec 6 engins neufs de la 3e série)
- Grenoble (de 1962 à 1968, puis transfert à Chambéry)
- La Plaine (dès 1963, avec des engins neufs de la 2e série)
- Limoges (d’avril 1965 à janvier 1968 avec réception de 24 engins neufs de la 3e série)
- Longueau (dès octobre 1961, avec 2 engins de la 2e série transférés d’Amiens, puis avec des engins neufs de la 2e série, puis dès mars 1965 avec 18 engins neufs de la 3e série)
- Metz-Sablon (dès mai 1983, avec les 2 engins de la 1re série venue de Thionville)
- Nancy (dès octobre 1960, avec des engins neufs de la 1re série)
- Nantes-Blottereau (dès octobre 1962, avec des engins neufs de la 2e série, puis dès 1965 avec 10 engins neufs de la 3e série)
- Noisy-le-Sec (dès juin 1961, avec des engins neufs de la 2e série, puis dès 1965 avec 15 engins neufs de la 3e série)
- Portes-lès-Valence (dès octobre 1960, avec des engins neufs de la 1re série, puis dès mars 1965 avec 13 engins neufs de la 3e série, formant un parc total de 38 engins)
- Rennes (dès décembre 1964, avec les 4 derniers engins neufs de la 2e série, puis dès 1965 avec 13 engins neufs de la 3e série)
- Sotteville-lès-Rouen (de janvier 1967 à janvier 1968 avec 7 engins neufs de la 3e série)
- Strasbourg (dès juillet 1961, avec des engins neufs de la 2e série)
- Thionville (dès l’été 1960, avec 2 engins neufs de la 1re série, transférés en mai 1963 à Metz-Sablon)
- Toulouse (dès fin février 1960, avec les premières 040 DG livrées et avec des engins neufs de la 1re série)
- Vénissieux (de septembre 1966 à octobre 1967 avec réception de 11 engins neufs de la 3e série)

### Situation après 1968 à 1983
- De nombreuses mutations et échanges entre dépôts ont été effectuées et le détail serait trop fastidieux à énumérer. Certaines électrifications et l’arrivée des BB 67000 et A1AA1A 68000, puis des CC 72000, modifia profondément les affectations. D’autre part, pour des raisons de rationalisation du parc moteur, les engins furent regroupés dans un nombre plus réduit de dépôts.
- Citons seulement les nouveaux dépôts qui reçurent en affectation des BB 66000 :
  - Avignon (dès juillet 1980, par réception des 38 engins en provenance de Nîmes),
  - Nevers (dès 1980, par réception d’engins en provenance de divers dépôts),
  - Nîmes (dès septembre 1969, par réception des 38 engins en provenance de Portes-lès-Valence dont le dépôt cessa ses activités).

### Situation3etrimestre1983
- Avignon (avec 25 engins)
- Chalindrey (avec 15 engins)
- Les Aubrais (avec 10 engins)
- Limoges (avec 36 engins)
- Longueau (avec 39 engins)
- Nantes (avec 19 engins)
- Nevers (avec 11 engins)
- Sotteville-lès-Rouen (avec 37 engins)
- Strasbourg (avec 19 engins)
- Toulouse (avec 44 engins)
- Vénissieux (avec 59 engins, devenu le plus gros parc de France pour ce type d’engins)

### Situation de 1984 à 2005
- Citons seulement l’unique nouveau dépôt qui reçut en affectation des BB 66000, celui de Tours-Saint-Pierre (dès 1993, avec réception des engins provenant des Aubrais[11] dont le dépôt a été fermé)
- En janvier 1994, les dépôts de plus importants étaient Longueau avec 46 engins, Avignon 36, Nevers 35, Toulouse 35, Limoges 34 et Sotteville 30, etc.
- En janvier 2005, les seuls dépôts étaient Tours-Saint-Pierre avec 76 engins, Longueau 53, Avignon 42, Toulouse 34, Sotteville 32 et Nevers 13.

### Situation de 2006 à 2009
- La remise à locomotive d’Aurillac contient des BB 66000 équipées de grand soc pour dégager l’axe ferroviaire de la gare du Lioran jusqu’à Neussargues-Moissac en hiver.
- Certaines d’entre elles ont été modernisées en BB 69200, d’autres revendues à des entreprises de travaux ferroviaires ou à des entreprises privées comme VFLI, et d’autres ont été transformées en locomotives de manœuvre BB 66700.

### Situation actuelle 9/07/2022
Répartition des 4 locomotives au 21 septembre 2022
| STF | Désignation   | Ville      | Nombre de machines |
| --- | ------------- | ---------- | ------------------ |
| SLA | STF Infrarail | Longueau   | 3 machines         |
| SLI | STF Infrarail | Chalindrey | 1 machine          |

## Machines préservées
- BB 66001 : Remise en livrée et numérotation d'origine (040 DG 1) pour préservation à la Cité du train, à Mulhouse;
- BB 66019 : Écomusée du haut-pays et des transports, à Breil-sur-Roya;
- BB 66099 : Train du pays Cathare et du Fenouillèdes[13] ;
- BB 66105 : Train du pays Cathare et du Fenouillèdes ;
- BB 66110 : Entreprise de travaux ferroviaires Angelo Meccoli
- BB 66130 : Train du pays Cathare et du Fenouillèdes[13] ;
- BB 66252 : Chemin de fer touristique du Vermandois ;
- BB 66304 : « Amicale des Cheminots pour la Préservation de la 141 R 1126 » à Toulouse (repeinte en livrée vert et jaune).

## Modélisme
- Cette locomotive a été reproduite à l'échelle O par la marque Mauduit-Pennati[14].
- Cette locomotive a été reproduite à l’échelle HO par les marques TAB-Gérard, Jouef, Hornby-Jouef[n 1], Rivarossi[n 1], RMA[14] et Piko.
- Cette locomotive a été reproduite à l'échelle N par la firme Piko et Transmondia[14].

## Sources